# Darwin Beer Can Regatta

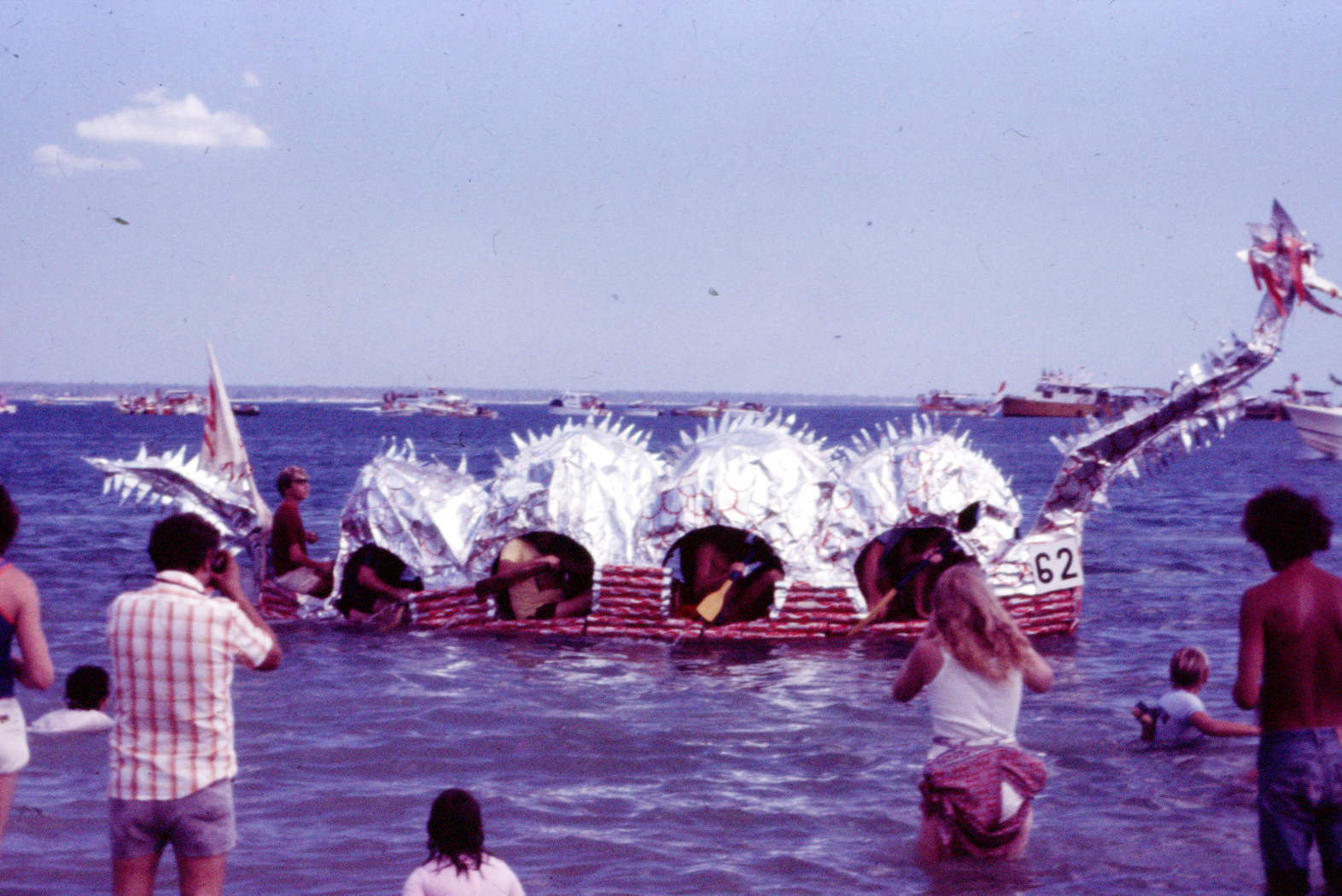
Regata de latas de cerveza de Darwin en agosto de 1977.

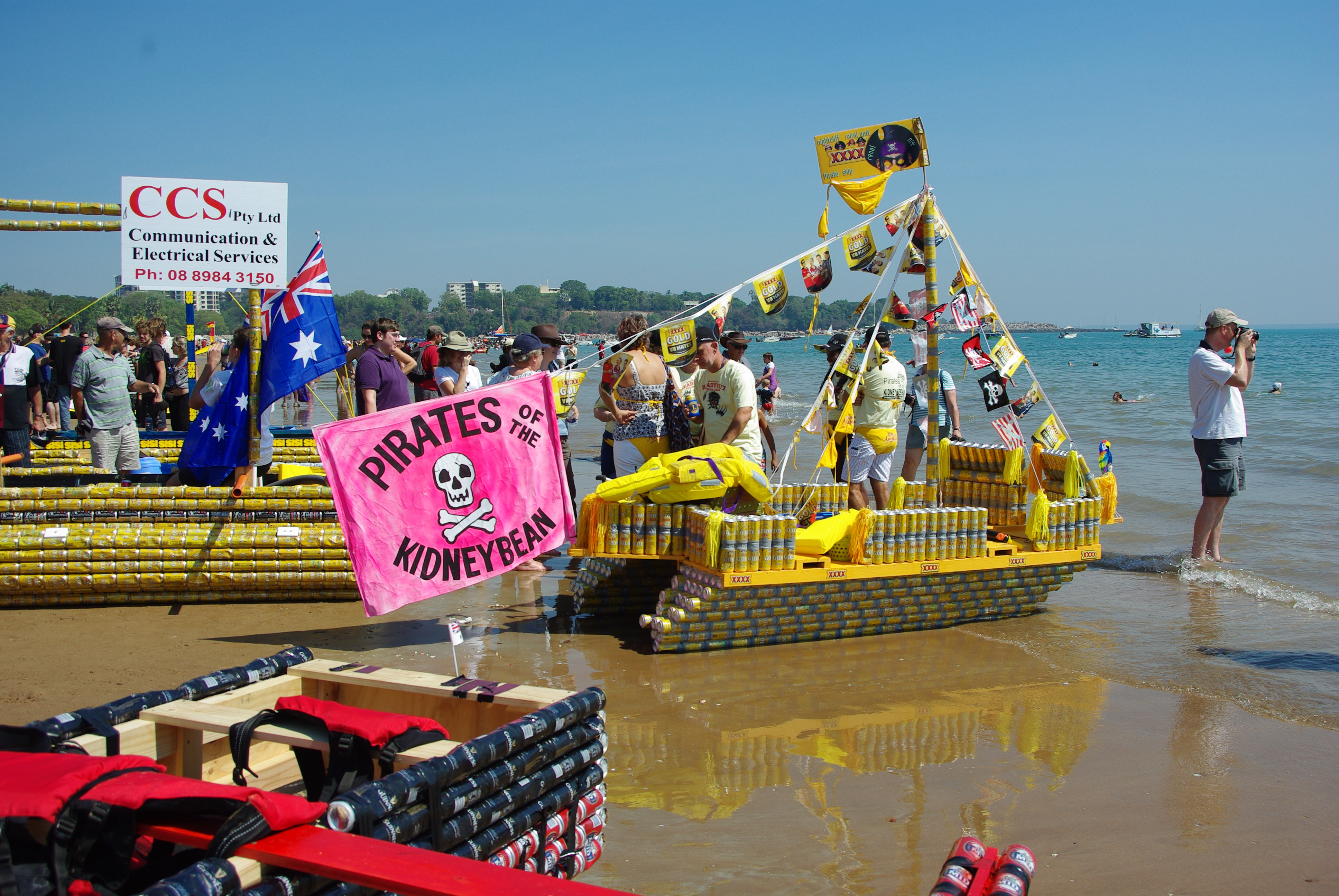
Construcciones acuáticas en la regata de latas de cerveza Darwin 2009.

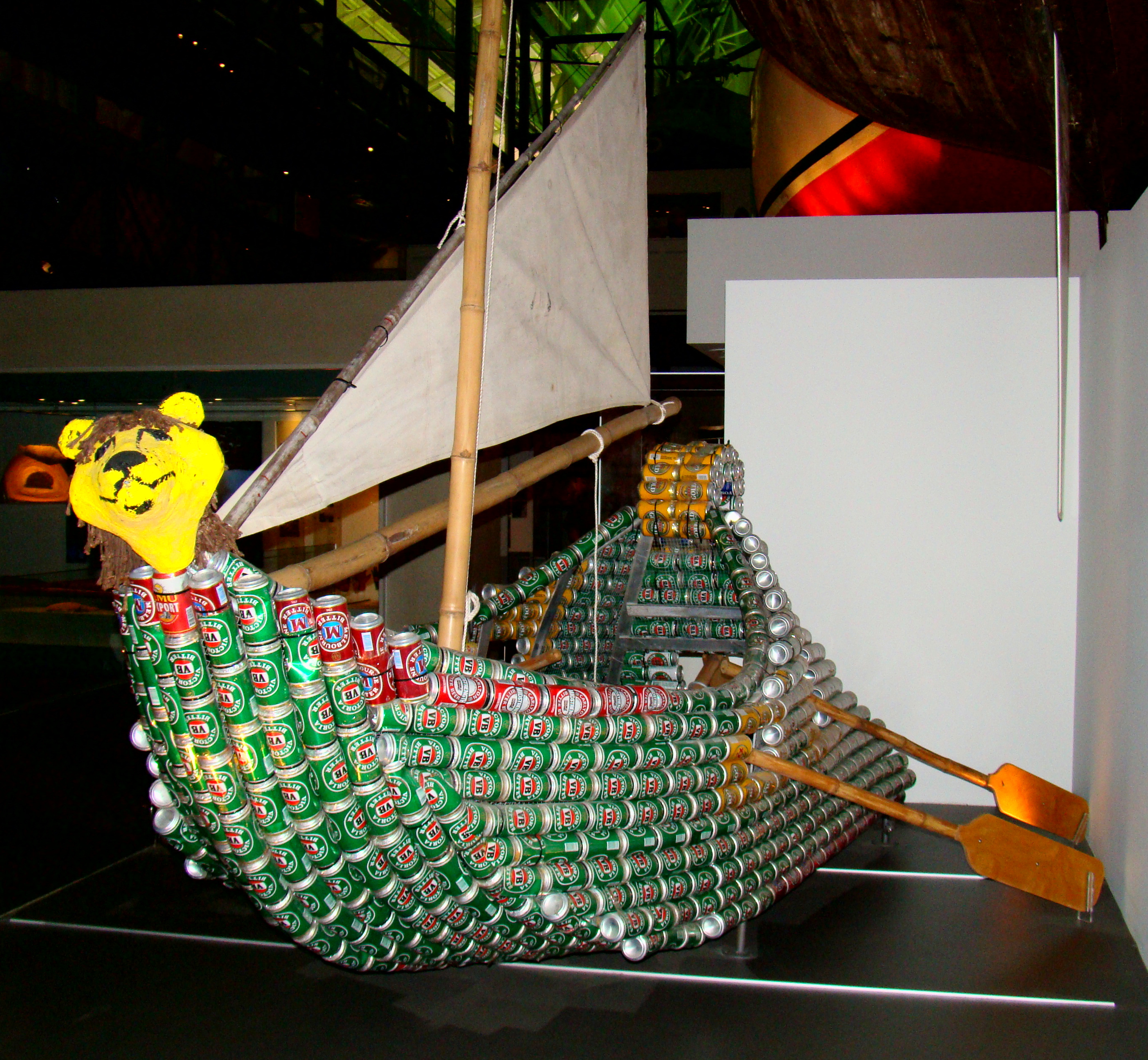
Típica construcción más o menos flotante utilizada en la regata, ahora parte de la colección del Museo Marítimo Nacional de Australia en Sídney.

La Darwin Beer Can Regatta («Regata de latas de cerveza de Darwin») es un evento festivo que se celebra anualmente desde 1974 en Darwin, Territorio del Norte, Australia, en Mindil Beach. El evento inaugural tuvo 63 entradas y asistieron unas 22 000 personas lo que representaba aproximadamente la mitad de la población de Darwin en ese momento.

## Formato
Los participantes crean barcos utilizando latas de cerveza vacías, latas de refresco, botellas de refresco y cartones de leche. Para un solo barco se han utilizado hasta 30 000 latas. Las embarcaciones no pasan pruebas de navegabilidad antes de los eventos acuáticos, y las que se desmoronan son parte del entretenimiento del día. Una gran cantidad de eventos diversos acompañan a la regata, incluidos conciertos, castillos de arena, un concurso de lanzamiento de chancleta s, un concurso de sombreros novedosos y el concurso «Henley-on-Mindil» (llamado así por la regata Henley-on-Todd), donde los participantes hacen andar sus «botes» de manera similar a los autos de Los Picapiedra.

## Historia
La regata fue iniciada en 1974 por los empresarios de Darwin, Lutz Frankenfeld y Paul Rice-Chapman, como una forma de limpiar las latas de cerveza que ensuciaban las calles de Darwin. Este fue el mismo año en que comenzó el Darwin Rocksitters Club y, en sus primeros años, a menudo estaban estrechamente asociados entre sí, ya que se consideraba que ambos celebraban la cultura de la bebida del Territorio del Norte.
La Asociación de Promoción Turística Regional de Darwin fue la organizadora del evento hasta 1978, cuando quedó bajo los auspicios de los Clubes de Leones de Darwin combinados.
En la década de 1980, la Regata tenía alrededor de 18 clases, que incluían botes motorizados con latas de cerveza.
La Regata de latas de cerveza Darwin Lions 2014 tuvo lugar el 6 de julio de 2014, fue vista por 15 000 personas y a la que asistieron visitantes de toda Australia. El ganador de la primera regata de latas de cerveza fue Kevin Jaques conduciendo el «Pistol Knight» del Darwin Powerboat Club. Des Hoare, el jugador de críquet y entonces gerente de ventas de Swan Brewery Darwin, le entregó a Jaques los cheques ganadores por un total de $1000, duplicados porque el bote de latas de cerveza usaba solo latas de cerveza Swan. Como Jaques usó su Mercury Motor de  80 hp también recibió una pegatina de Mercury First. El trofeo perpetuo se guarda dentro del área de almacenamiento del Museo NT y el trofeo de recuerdo está en la repisa de la chimenea de la casa de Jaques. Jaques guarda copias de los recortes de noticias y las fotografías de las presentaciones.
En 2020, la regata de latas de cerveza fue cancelada debido a la pandemia de COVID-19. En su lugar, el 8 de agosto se celebró una miniregata mucho más pequeña, de cuatro horas de duración, en la que los recipientes estaban hechos de cartones de leche. Ubicado en Darwin Waterfront Precinct, en lugar del lugar habitual de Mindil Beach, donde hasta 15 000 personas vieron las carreras, solo asistieron unos pocos cientos de espectadores.
En 2021, la Regata regresó a Mindil Beach el domingo 5 de septiembre de 10 a 17 horas, y en 2022 fue el 26 de junio. En 2023 se celebró el 16 de julio.